# غلوريا كوردز
غلوريا كوردز (بالإنجليزية: Gloria Cordes)‏ هي لاعب كرة قاعدة أمريكية، ولدت في 21 سبتمبر 1931 في جزيرة ستاتن في الولايات المتحدة، وتوفي بنفس المكان في 13 مارس 2018.